# Andre Béteille
Andre Béteille (Chandannagore, 30 settembre 1934) è un sociologo e saggista indiano, famoso in particolare per i suoi studi sul sistema delle caste nell'India meridionale. Era professore di sociologia alla Delhi School of Economics dell'Università di Delhi, dove è professore emerito di sociologia dal 2003.

## Biografia
Nella sua lunga carriera, ha insegnato nelle università di Oxford University, Cambridge, Chicago e alla London School of Economics. È attualmente presidente del Centre for Studies in Social Sciences di Calcutta e dell'Indian Council of Social Science Research.
Secondo lo storico Ramachandra Guha, 
Nel 2005, il professor Béteille ricevette il Padma Bhushan come segno di riconoscimento per la sua opera nel campo della sociologia. Nello stesso anno fu nominato membro della National Knowledge Commission. Nel 2006, in seguito ad una proposta di aumentare le quote basate sulle caste, Andre Beteille si dimise dalla Commissione in segno di protesta. Nel 2006, fu dichiarato National Professor.

### Saggi
- Secularism Re-examined, su hinduonnet.com. URL consultato il 28 ottobre 2008 (archiviato dall'url originale il 10 ottobre 2008).
- Race & Caste, su wcar.alrc.net.
- Teaching & Research, su hindu.com. URL consultato il 28 ottobre 2008 (archiviato dall'url originale il 2 giugno 2004).
- Teaching and Research, Andre Beteille, su india-seminar.com.
- Government & NGOs (scroll down)
- The Indian Middle Class, su ambedkar.org.